# Андрей Годороґея
Андрей Годороґея (1878, Слобозія-Ходороджа — 20.08.1917, Кишинів) — інженер-будівельник, учасник союзного національного руху 1918. Народився в родині дворян. Він навчався в Школі сільського господарства в Кукурузені та в університеті в Росії. Він був добрим другом Симеона Мурафи, обидва стали жертвами більшовицького бандитизму. У 1933 році в Соборному парку в Кишиневі було встановлено пам'ятник в пам'ять про трьох бессарабських мучеників: Алексея Матеєвича, Симеона Мурафи та Андрея Годорґея, але він був знищений за наказом комуністичної адміністрації в 1940 році. Сьогодні одна з вулиць Кишинева носить його ім'я.

## Пам'ятник
Пам'ятник під назвою «Апостоли Бассарабії» споруджено в пам'ять про національних героїв Симеона Мурафи, Алексея Матеєвича та Андрея Годороґея з ініціативи Товариства «Могили героїв, полеглих у війні» за проектом скульптора Васіле Йонеску-Варо 29 вересня 1923 (за іншими даними 1933) в саду Кишинівського кафедрального собору. Пам'ятник був виготовлений у вигляді кам'яної плити, поставленої вертикально, в якій були розміщені бронзові барельєфні обличчя трьох героїв, а під ними, висічений у камені, напис: «Симеон Мурафа, народився 24 травня 1887 р., загинув 20 серпня 1917 р.; протоієрей Алексей Матеєвич, народився 16 березня1888, помер 13 серпня 1917; Андрей Годороґея, народився у жовтні 1878 року, помер 20 серпня 1917 року». На постаменті, перед барельєфами, була встановлена бронзова фігура орла. Знизу був напис: «Бессарабські апостоли, мученики святої народної справи». У верхній частині 3-метровий монумент увінчаний гербом Румунії, розміщеним між двома гілками, однією з дуба, а іншою з лавра, всі виконані в бронзі. Основа пам'ятника мала розміри 4,35/1,92 м, а кам'яна панель — 2,75/3,00/0,60 м. Після анексії Бессарабії Радянським Союзом в 1940 році бронзові барельєфи Мурафи та Матеєвича з Кишинева були зняті та передані до Національного художнього музею Кароля І у Бухаресті, а решта пам'ятника була зруйнована.